# August Leskien
August Leskien (ur. 8 lipca 1840 w Kilonii, zm. 20 września 1916 w Lipsku) – niemiecki językoznawca, profesor języków słowiańskich na uniwersytecie w Lipsku, jeden z twórców szkoły młodogramatycznej.

## Życiorys
Urodził się w Kilonii  w  rodzinie rzemieślniczej. W swoim rodzinnym mieście ukończył gimnazjum. W roku 1860 podjął studia filologii klasycznej na uniwersytecie w Kilonii, dwa lata później przeniósł się na uniwersytet w Lipsku. Studia ukończył w roku 1864 uzyskaniem stopnia doktora. Po studiach pracował do roku 1866 jako nauczyciel w szkole przy kościele św. Tomasza w Lipsku, nauczając łaciny  i greki. Jeszcze w czasie studiów poznał wpływową rodzinę Brockhausów, w 1871 ożenił się z Elisabeth Judeich z tej rodziny, dzięki czemu znacząco wzrósł jego prestiż społeczny. Małżeństwo miało sześcioro dzieci. W 1867 habilitował się w Getyndze, dwa lata później został profesorem nadzwyczajnym językoznawstwa porównawczego i sanskrytu na uniwersytecie w Jenie. Od 1870 pracuje na uniwersytecie w Lipsku, od 1876 jako profesor zwyczajny slawistyki.    Jego uczniami byli m.in. Karl Brugmann i Hermann Osthoff.
W latach 1882–1889 Leskien był jednym z autorów encyklopedii Brockhausa, a w 1889-1911 sprawował funkcję naczelnego redaktora 14. wydania leksykonu (Konversationslexikon) wydawnictwa Brockhaus. Współtworzył Instytut Indogermański w Lipsku (1898).

## Badania naukowe
Leskien był czołowym przedstawicielem szkoły młodogramatyków, a również językoznawstwa historyczno-porównawczego. W swoich badaniach zajmował się językami słowiańskimi i bałtyckimi, często w porównaniu z innymi językami. Badał  pokrewieństwa między językami słowiańskimi i bałtyckimi z jednej a indoirańskimi i germańskimi z drugiej strony.  Jego publikacje dotyczą też języka staro-cerkiewno-słowiańskiego.   Jest autorem opisu gramatycznego tego języka. Dokonał podziału rzeczowników staro-cerkiewno-słowiańskich na deklinacje na podstawie kryterium morfologicznego − pierwotnego przyrostka tematycznego (deklinacje -o/-jo, -a/-ja, -u, -i, spółgłoskowa) oraz czasowników na koniugacje na podstawie dawnego praindoeuropejskiego zakończenia tematu (koniugacje -e/-o, -ne/-no, -je/-jo, -i, atematyczna).
Przyczynił się do badań nad akcentem i intonacją, porównując fakty językowe greckie, litewskie, indyjskie.  Wypowiadał się na temat rozwoju języków,  dochodząc do wniosku, że teoria drzewa genealogicznego zakładająca pochodzenie różnych języków od jednego prajęzyka  oraz teoria falowa ilustrująca mieszanie się języków (zmiany językowe rozchodzą się jak koncentryczne, częściowo na siebie zachodzące fale na powierzchni wody) nie wykluczają się wzajemnie  (Die Deklination im Slavisch-Litauischen und Germanischen. 1876).

### Inne publikacje Augusta Leskiena (wybór)
- Slavistische und baltische Forschungen … t. 1-2. 1875-1911
- Der Ablaut der Wurzelsilben im Litauischen 1884
- Die Bildung der Nomina im Litauischen.1891
- Grammatik der altbulgarischen (altkirchenslavischen) Sprache. 1909
- Handbuch der altbulgarischen Sprache. 5. wyd. 1910
- Grammatik der serbokroatischen Sprache. 1914.